# Lô Borges
Lô Borges (születési nevén ; Belo Horizonte, 1952. január 10. –) brazil zenész, gitáros és énekes.

## Diszkográfia
- 1972: Clube Da Esquina (Milton Nascimentóval)
- 1972: Lô Borges
- 1979:  A Via Lactea
- 1980:  Os Borges
- 1981:  Nuvem Cigana
- 1984:  Sonho Real
- 1987: Solo - Ao Vivo
- 1996:  Meu Filme
- 2001: Feira Moderna
- 2003: Um Dia e Meio
- 2006:  Bhanda
- 2008: Harmonia
- 2010: Horizonte Vertical